# Blue Bend (Virginia Occidental)
Blue Bend es un área no incorporada ubicada dentro del Distrito Este, una división civil menor del condado de Greenbrier, Virginia Occidental, Estados Unidos. Está catalogada como un asentamiento humano por la Junta de Nombres Geográficos de los Estados Unidos.
El número de identificación (ID) asignado por el Servicio Geológico de Estados Unidos es 1550392.

## Geografía
Se encuentra a una altitud de 594 m s. n. m. (1949 pies) según el conjunto de datos de elevación nacional.